# Leia arsona
Leia arsona är en tvåvingeart som beskrevs av Roger A. Hutson 1978. Leia arsona ingår i släktet Leia och familjen svampmyggor. Inga underarter finns listade i Catalogue of Life.